# Synagoge (Widin)
Koordinaten: 43° 59′ 28,7″ N, 22° 53′ 2,2″ O

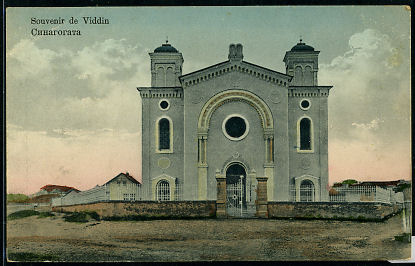
Eingangsseite um 1900 …

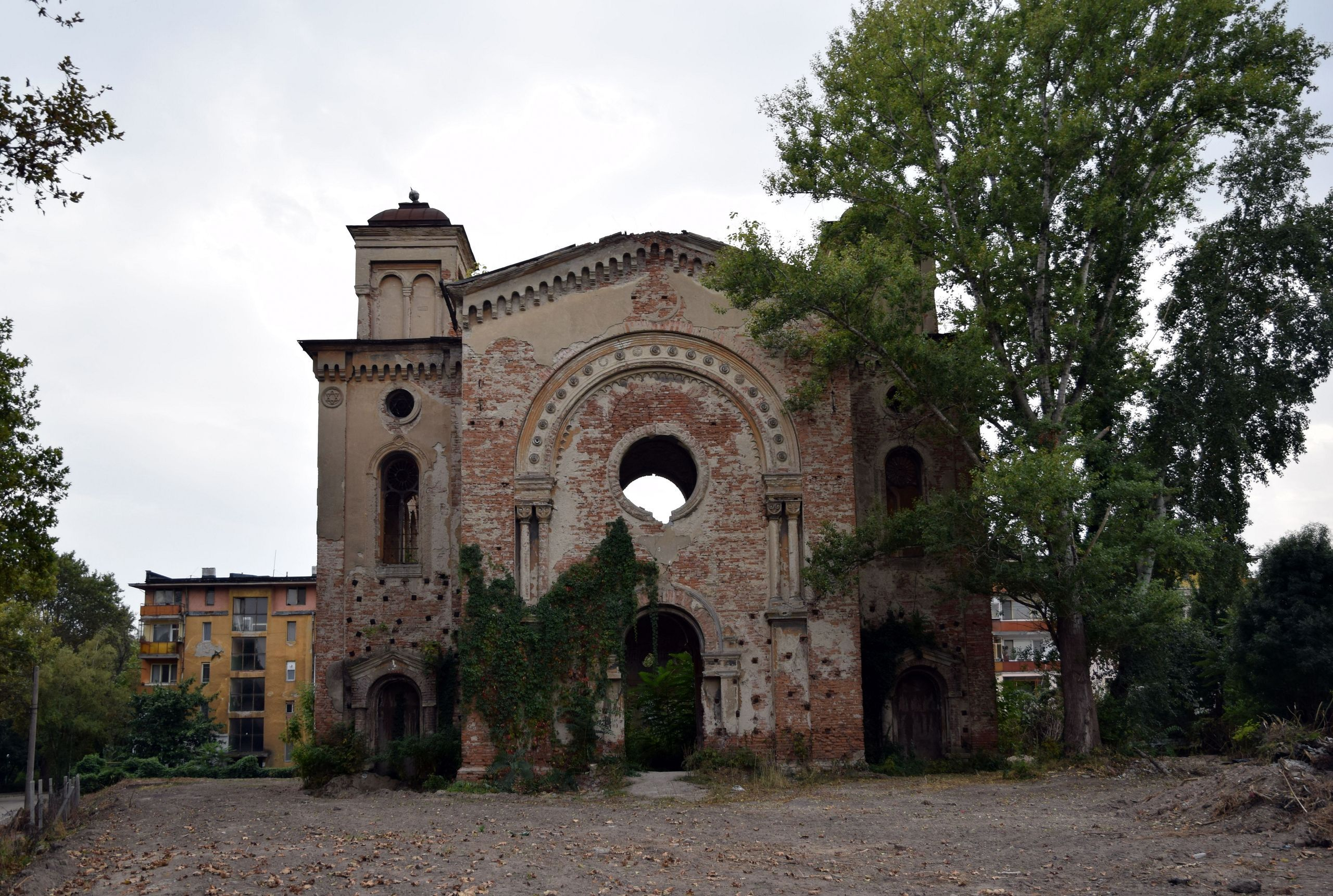
… und 2016

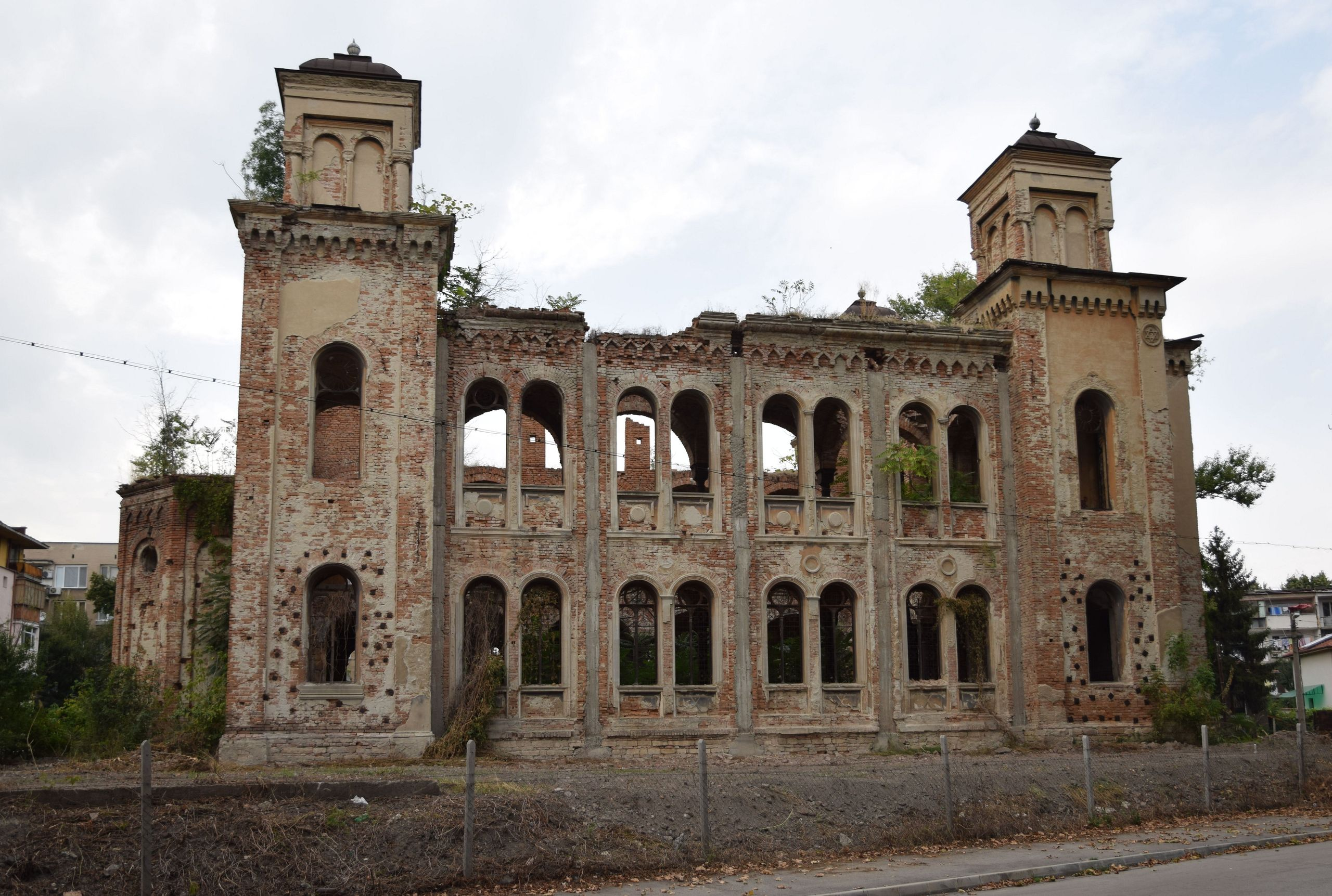
Längsseite an der Baba-Wida-Straße …2016

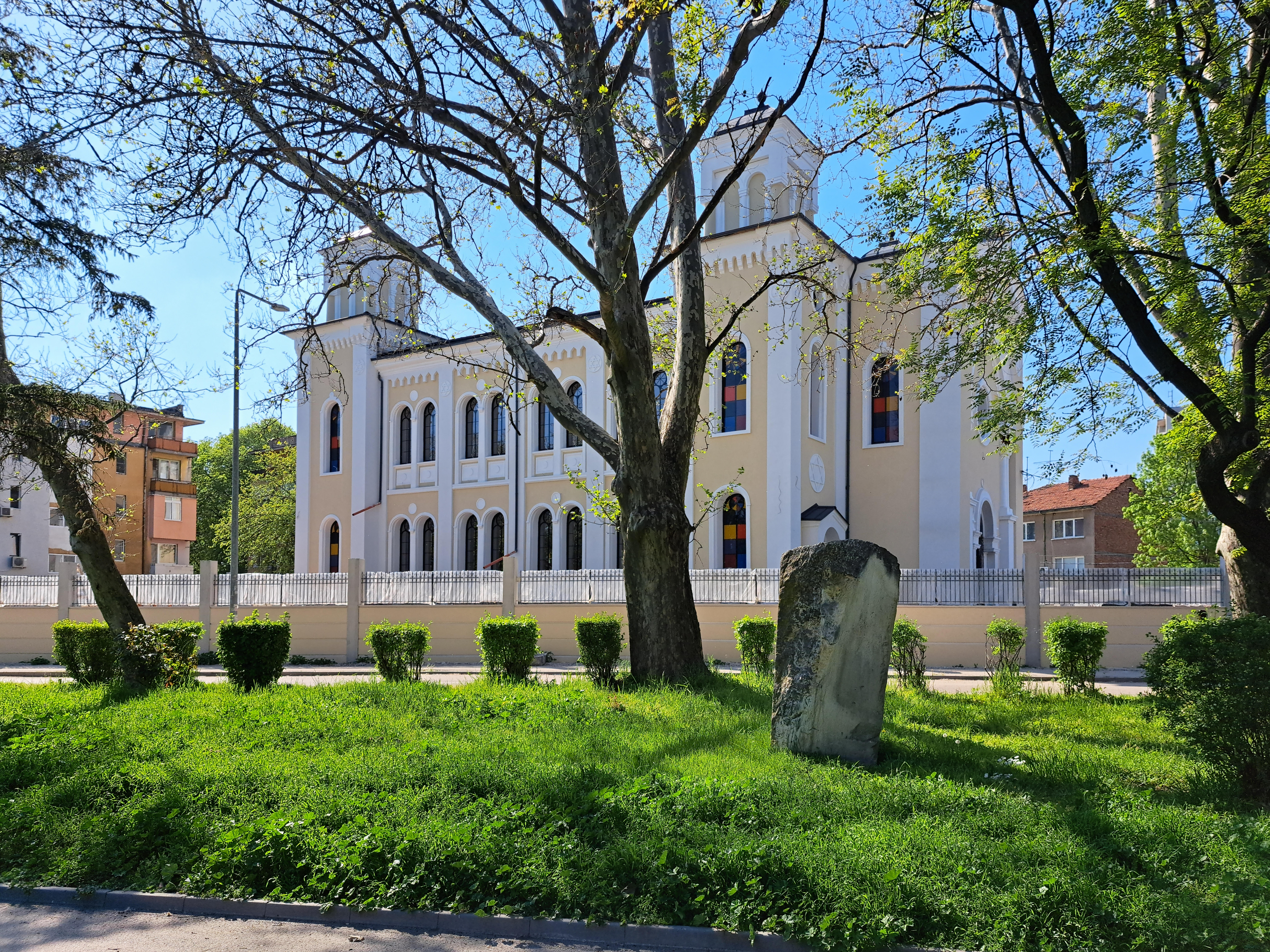
Nach der Renovierung 2023

Die Synagoge (bulgarisch Видинска синагога) in der Stadt Widin im Nordwesten Bulgariens war bei ihrer Eröffnung 1894 die zweitgrößte Synagoge des Landes. Sie gehörte der sephardischen Glaubensgemeinschaft.   Nach Zerstörungen im Zweiten Weltkrieg war in den 1970er Jahren ein Wiederaufbau geplant. Nach einigen statischen Erhaltungsmaßnahmen Mitte der 1970er und 1980er Jahre wurden die begonnenen Arbeiten aus Geldmangel nach dem politischen Umbruch des Jahres 1989 abgebrochen. Erhalten blieb der von Schutt befreite und entkernte Rohbau ohne Dach. Seit 2023 ist das Gebäude vollständig renoviert.

## Lage
Die Synagoge steht gut 100 Meter vom Ufer der Donau entfernt auf einem dreieckigen Grundstück an der Baba-Wida-Straße rund 200 Meter südwestlich der Festung Baba Wida. Das Grundstück ist umzäunt, aber frei zugänglich. Im Osten wird das Gelände von einem Park am Donauufer und im Süden von Wohnblocks aus der Mitte des 20. Jahrhunderts eingerahmt. Hinter einfachen Einfamilienhäusern verläuft im Nordwesten die Knias-Boris-I.-Straße. Wenige 100 Meter südlich befinden sich die 1643 gegründete Kirche Sweti Nikolaj und die um 1800 erbaute Moschee des türkischen Statthalters Osman Pazvantoğlu.

## Geschichte
Zwischen dem 11. und dem 13. Jahrhundert siedelten sich aschkenasische Juden in Widin, Ruse und anderen Orten am Unterlauf der Donau an. In osmanischer Zeit lebten Juden aus Ungarn in Widin, im 16. Jahrhundert kamen nach ihrer Vertreibung aus Spanien 1492 sephardische Juden hinzu. Ende des 17. Jahrhunderts gab es in Widin vermutlich vier Synagogen, die alle verschwunden sind. Die Synagoge wurde – ermöglicht durch die neuen religiösen Freiheiten nach der Bulgarischen Wiedergeburt – zwischen 1878 und 1894 erbaut. In dieser Zeit fand der Serbisch-Bulgarische Krieg (1885/86) statt, bei dem Serben die Stadt mit Artillerie beschossen und sich die jüdische Bevölkerung ans nördliche Donauufer nach Calafat in Sicherheit brachte. Zur Finanzierung des Baus erfolgte eine umfangreiche Spendensammlung. Der Oberrabbiner Mordechai Grunwald weihte am 28. September 1894 die damals nach der Hauptsynagoge von Sofia zweitgrößte Synagoge Bulgariens ein. Sie war die Hauptsynagoge für die 1780 Mitglieder (beim Zensus im Jahr 1900) zählende jüdische Gemeinde. Die Juden dieser Zeit waren Getreidehändler, Kunsthandwerker und verarbeiteten Baumwollstoffe. In der Synagoge wurde eine jüdische Schule betrieben. Zum Besitz der Synagoge gehörten wertvolle Kultgegenstände.
Von den ungefähr 25 Synagogen, die Ende des Zweiten Weltkrieges in Bulgarien erhalten geblieben waren, wurden nur drei sorgfältig restauriert, andere wurden umgebaut und zweckentfremdet und die Hälfte wurde während der kommunistischen Herrschaft abgerissen. Die Stadtverwaltung erklärte die Synagoge von Widin zu Staatseigentum, nutzte sie zeitweise als Lagerhalle und überließ ansonsten das leerstehende Gebäude sich selbst. Bei einem Erdbeben erlitt das durch die Zweckentfremdung beschädigte Gebäude weitere Zerstörungen.
Ab 1974 entwickelten das Kulturministerium und das Nationale Institut für Denkmalpflege einen Plan zum Wiederaufbau als Konzerthalle, mit dessen Umsetzung 1983 begonnen wurde. Der Zusammenbruch der Bulgarischen Volksrepublik 1989 bedeutete auch das abrupte Ende der Baumaßnahmen. Das Grundstück und das Gebäude gingen in das Eigentum der Jüdischen Gemeinde zurück, die ohne fremde finanzielle Hilfe eine weitere Wiederherstellung nicht bewältigen konnte.
Nachdem sich die Stadtverwaltung von Widin und die Organisation der Juden in Bulgarien Schalom ab der Jahrtausendwende vergeblich um ausländische Fördergelder bemüht hatten, übergab Schalom die Verantwortung für einen geplanten Wiederaufbau des Gebäudes dem bulgarischen Kulturministerium. Dieses erklärte 2012 die Absicht, das Gebäude als Museum wiederaufbauen zu wollen und es nach dem in Widin geborenen, jüdischen Maler Jules Pascin (1885–1930) zu benennen. Demnach sollen darin unter anderem Räume für eine Bibliothek und zur Erinnerung an den Holocaust eingerichtet werden.
Die Arbeiten begannen 2021 und wurden 2023 abgeschlossen.

## Architektur

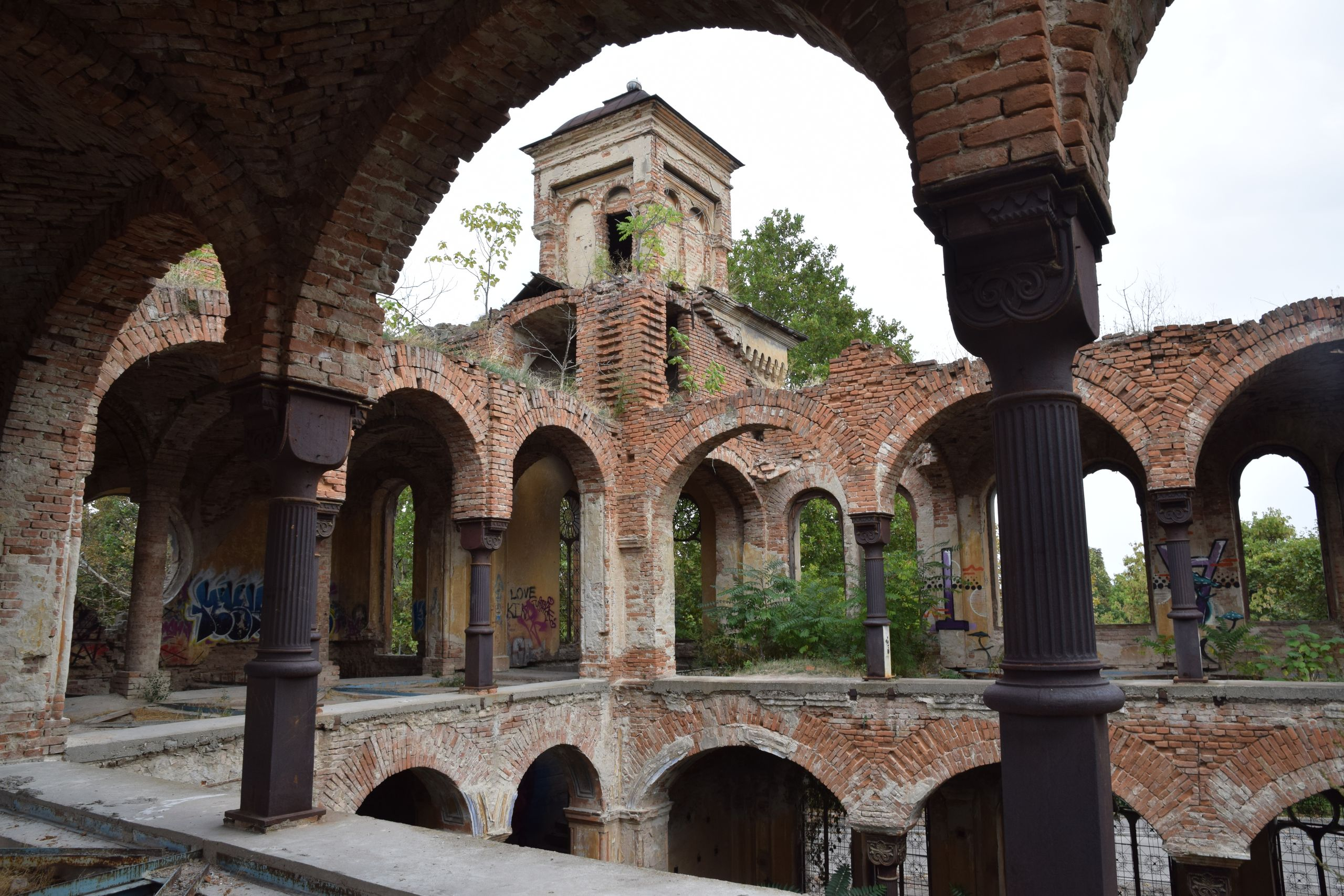
Galerie im Obergeschoss Richtung östlichem Eckturm

Das monumentale Gebäude erinnert in seiner Proportionierung außen an eine Basilika und mit der Eingangsfassade an die ältere Große Synagoge von Budapest. Der Baukörper wird wie bei der 1902 fertiggestellten Synagoge von Sarajevo wesentlich durch vier vorspringende Ecktürme geprägt, deren verjüngte Obergeschosse die Dachtraufe überragen. Die Eingangsfassade im Nordosten prägen klassizistische Doppelsäulen, die einen mächtigen, halbkreisförmigen Bogenfries tragen. Sie umrahmen das Portal und ein großes rundes Fenster darüber. Weitere Formgebungen sind eklektizistisch dem zeitgenössischen Jugendstil und der Neugotik entlehnt. Die Längsseiten werden auf beiden Stockwerken durch jeweils vier Bogenfensterpaare gegliedert. Die 16 Fenster auf jeder Längsseite und die Fenster der Ecktürme waren durch farbiges Glas und florale, schmiedeeiserne Ornamente gegliedert. Aus der südöstlichen Stirnseite ragt eine innen runde und außen polygonale Apsis bis zur Höhe des ersten Stockwerks. Die Wände und Decken sind mit Ziegeln gemauert.
Die im Innern 21 × 10 Meter messende Gebetshalle war von einem Tonnengewölbe mit Rippenbögen überspannt. Die zweigeschossig erhaltenen Galerien der Seitenschiffe sind mit einer Reihe Kreuzgratgewölbe geschlossen. Diese werden auf der Raumseite von Rundbögen auf Gusseisensäulen getragen, deren Würfelkapitelle zumeist an allen vier Seiten reliefiert sind. In den Wänden sind Marmorplatten und zwei Bronzereliefs mit hebräischen Inschriften eingelassen.

## Baulicher Zustand vor der Renovierung

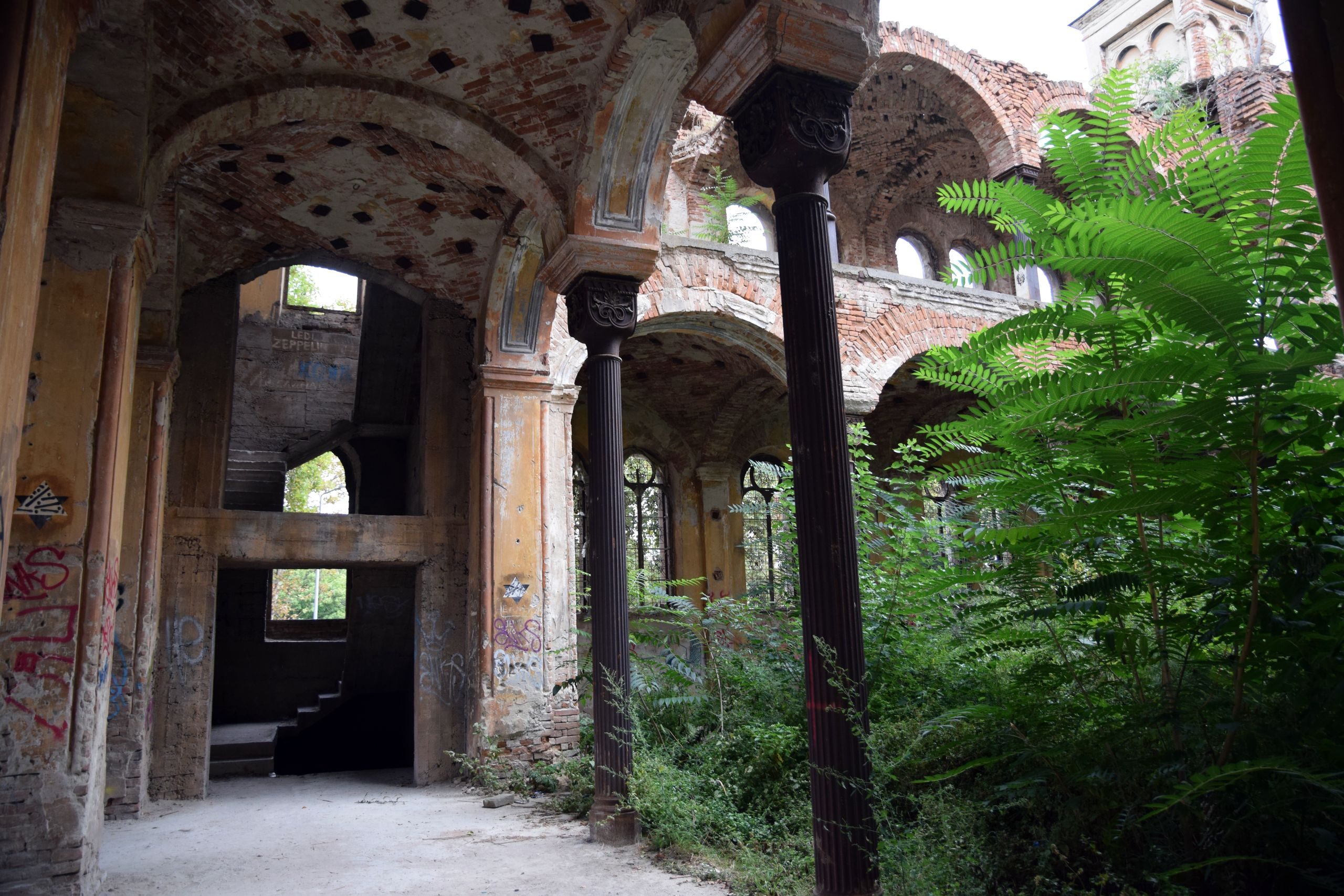
Vorhalle im Erdgeschoss Richtung Betontreppe im westlichen Eckturm. Die Eisenplatten in den Gewölbedecken gehören zu den einbetonierten Zugankern.

Erhalten sind alle vier Außenwände bis zur Dachtraufe ebenso wie wesentliche Details der Fassadengestaltung. Der Außenputz ist nur noch an kleineren Stellen vorhanden. Das Dach fehlt vollständig, die Trümmer des eingestürzten Dachs sowie der Zwischenwände wurden entfernt. Die Wiederherstellungsversuche in den 1980er Jahren konzentrierten sich auf die statische Absicherung der seitlichen Zwischendecken und der Außenwände. Hierfür wurden die Gewölbedecken mit einer Betonschicht übergossen und die Ziegelgewölbe jeweils mittels eines Dutzends Zuganker aufgehängt. Diagonale Eisenstreben über den Gewölben sollen horizontalen Schubkräften entgegenwirken. Ähnlich wurde bei beiden Stirnseiten vorgegangen, deren Wände an Betonschalen vor der Innenseite verankert sind. Die beiden Treppenhäuser in den Ecktürmen der Eingangsseite waren offenbar eingestürzt. Sie wurden durch Betonstufen ersetzt, die zum Obergeschoss führen. Der offene Hauptraum ist mit Gebüsch zugewachsen. Das umgebende Grundstück ist von Wildwuchs befreit (Stand Ende 2016).